# هيلاري ويكس
هيلاري ويكس (بالإنجليزية: Hilary Weeks)‏ هي مغنية ومغنية مؤلفة أمريكية، ولدت في 7 مارس 1970 في كولورادو في الولايات المتحدة.

## وصلات خارجية
- الموقع الرسمي
- هيلاري ويكس على موقع ميوزك برينز (الإنجليزية)